# Jean Toussaint Arrighi de Casanova
Jean-Toussaint Arrighi de Casanova, książę Padwy, (ur. 8 marca 1778 w Corte na Korsyce, zm. 22 marca 1853 w Paryżu) – francuski generał i polityk.
Arrighi, kuzyn Napoleona Bonapartego, wstąpił do szkoły wojskowej w Rebais bei Meaux, a w 1796 roku do armii. Walczył w Egipcie w stopniu kapitana i został ciężko ranny pod St. Jean d’Acre. Brał udział w bitwach pod Marengo oraz Austerlitz. Awansował na pułkownika dragonów gwardyjskich. Pod Frydlandem cesarz mianował go generałem brygady.
Zmarł 22 marca 1853 w Paryżu.
Jego syn, Louis Arrighi de Casanova, był ministrem spraw wewnętrznych Francji za Napoleona III.

## Odznaczenia[1]
- Komendant Legii Honorowej
- Kawaler Order Zasługi Wojskowej (Królestwo Bawarii)

## Literatura
- Du Casse: Le général Arrighi de Casanova, duc de Padoue. - Paris 1866, 2 tomy.